# ساره ده توئیلی
ساره ده توئیلی شهری در شهرستان کومبیسیری در استان بازگا در بورکینافاسوی مرکزی است و جمعیت آن ۲۹۸ نفر است.